# Southbridge, Massachusetts

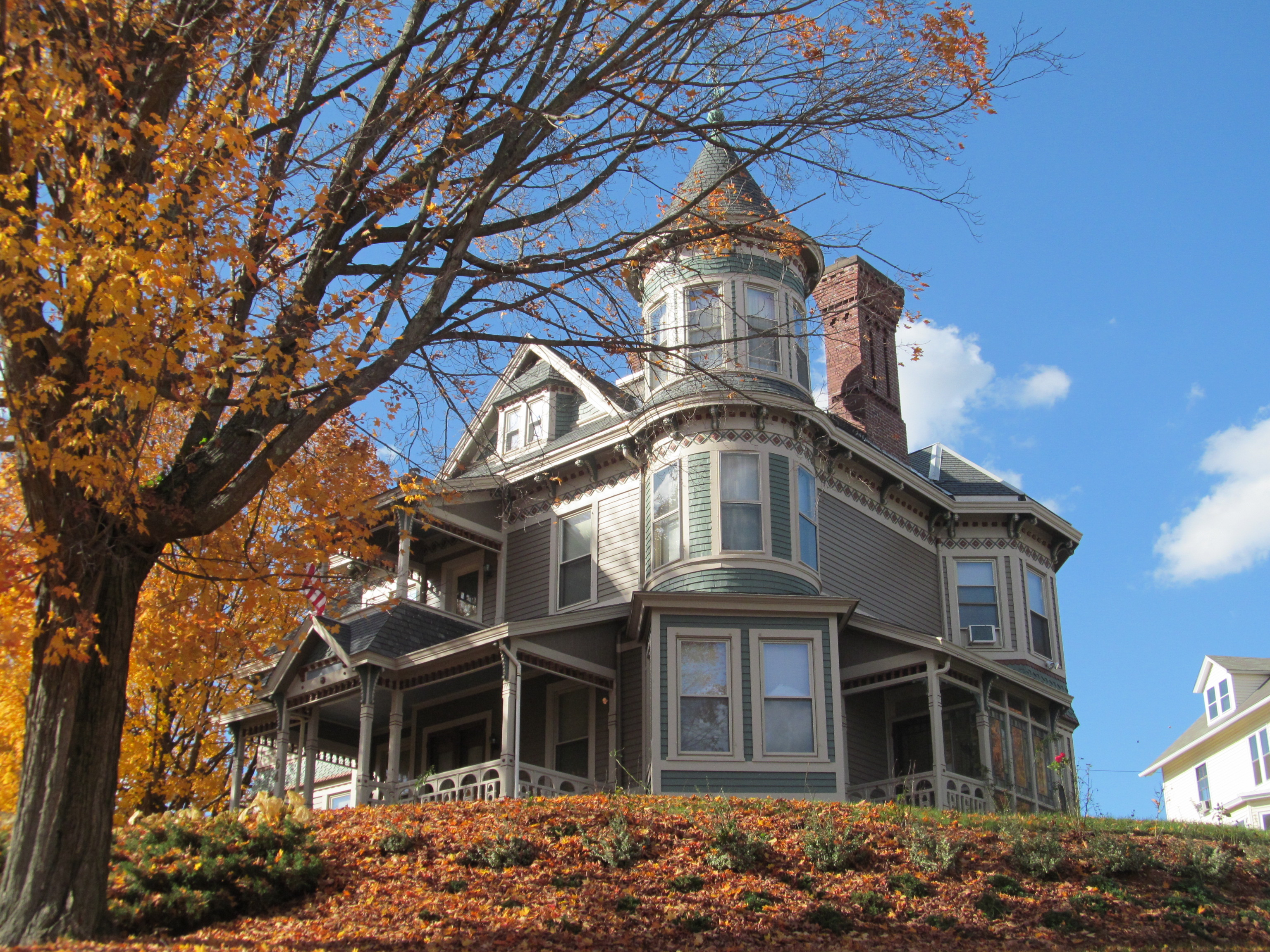

Southbridge, Massachusetts là một thành phố thuộc quận Worcester trong tiểu bang thịnh vượng chung Massachusetts, Hoa Kỳ. Thành phố có tổng diện tích km², trong đó diện tích đất là km². Theo điều tra dân số Hoa Kỳ năm 2010, thành phố có dân số 16.719 người.
Khu vực này được ban đầu là nơi sinh sống của bộ lạc Nipmuck và Mohegan, với sông Quinebaug phân chia lãnh thổ của họ. Người dân địa phương có thể đã cống nộp cho cả hai bộ lạc để được sống yên bình. Sớm nhất là 1638, John Winthrop, Jr mua một đường dẫn khai thác chì nay là Leadmine Road in Sturbridge.
Khu vực này có người định cư châu Âu đầu tiên vào năm 1730 và được thành lập năm 1816, trong số những người định cư đầu tiên là Moses Marcy, người sở hữu một ngôi nhà trên địa điểm nay là nhà thờ Notre Dame và đã được bầu vào Quốc hội, và gia đình Dennison. Sức nước từ sông Quinebaug đã cung được người ta sử dụng làm lực quay cho các xưởng cưa và các xưởng xay bột trong thế kỷ 18, và các nhà máy dệt may trong thế kỷ 19. Sau khi cuộc nội chiến, nhiều người nhập cư gốc Canada, Ailen và Pháp đến làm việc và sống ở đó, những năm 1930, sau đó là những người Ba Lan, Hy Lạp, Ý và những nhóm dân khác.